# アンソニー・ガルシア
アンソニー・アレクサンダー・ガルシア（Anthony Alexander Garcia、2000年9月5日 - ）は、ドミニカ共和国・サマナ州出身のプロ野球選手（外野手・育成選手）。右投両打。埼玉西武ライオンズ所属。

## 経歴

### ヤンキース傘下時代
2018年にニューヨーク・ヤンキースに入団。
2020年はCOVID-19の影響でマイナーリーグの開催が中止となったため、公式戦の出場はなかった。2023年まで所属し、メジャー昇格はなかったがマイナーでは通算46本塁打を記録した。

### 西武時代
2023年11月15日に埼玉西武ライオンズと育成選手契約を結んだ。背番号は124。推定年俸は400万円。
2024年はイースタン・リーグで35試合に出場して打率.216、3本塁打を記録し、7月25日に支配下選手へ昇格することが発表された。西武の外国人育成選手が支配下に昇格するのは2014年のアブナー・アブレイユ以来2人目である。背番号は78。7月30日に一軍昇格を果たし、同日の千葉ロッテマリーンズ戦で「7番・指名打者」として先発メンバーに名を連ねた。この試合で初安打となる第2打席の内野安打を含む2安打1打点を記録した。8月22日のオリックス・バファローズ戦では髙島泰都から来日初本塁打も放った。シーズン通算では19試合の出場で打率.131、1本塁打、4打点にとどまり、翌年は再び育成契約を締結することとなった。これにより背番号も124に戻る。

## 詳細情報

### 年度別打撃成績
| 年 度     | 球 団     | 試 合 | 打 席 | 打 数 | 得 点 | 安 打 | 二 塁 打 | 三 塁 打 | 本 塁 打 | 塁 打 | 打 点 | 盗 塁 | 盗 塁 死 | 犠 打 | 犠 飛 | 四 球 | 敬 遠 | 死 球 | 三 振 | 併 殺 打 | 打 率 | 出 塁 率 | 長 打 率 | O P S |
| --------- | --------- | ----- | ----- | ----- | ----- | ----- | -------- | -------- | -------- | ----- | ----- | ----- | -------- | ----- | ----- | ----- | ----- | ----- | ----- | -------- | ----- | -------- | -------- | ----- |
| 2024      | 西武      | 19    | 69    | 61    | 3     | 8     | 5        | 0        | 1        | 16    | 4     | 0     | 0        | 0     | 0     | 7     | 1     | 1     | 26    | 2        | .131  | .232     | .262     | .494  |
| 通算：1年 | 通算：1年 | 19    | 69    | 61    | 3     | 8     | 5        | 0        | 1        | 16    | 4     | 0     | 0        | 0     | 0     | 7     | 1     | 1     | 26    | 2        | .131  | .232     | .262     | .494  |

- 2024年度シーズン終了時

### 年度別守備成績
| 年 度 | 球 団 | 外野  | 外野  | 外野  | 外野  | 外野  | 外野     |
| 年 度 | 球 団 | 試 合 | 刺 殺 | 補 殺 | 失 策 | 併 殺 | 守 備 率 |
| ----- | ----- | ----- | ----- | ----- | ----- | ----- | -------- |
| 2024  | 西武  | 5     | 15    | 0     | 1     | 0     | .938     |
| 通算  | 通算  | 5     | 15    | 0     | 1     | 0     | .938     |

- 2024年度シーズン終了時

### 記録

#### NPB
初記録
- 初出場・初先発出場：2024年7月30日、対千葉ロッテマリーンズ12回戦（ZOZOマリンスタジアム）、「7番・指名打者」で先発出場[7]
- 初打席：同上、2回表に小島和哉から投ゴロ[7]
- 初安打：同上、4回表に小島和哉から遊撃内野安打[7]
- 初打点：同上、8回表に澤村拓一から右越適時二塁打[8]
- 初本塁打：2024年8月22日、対オリックス・バファローズ21回戦（ベルーナドーム）、5回裏に髙島泰都から中越ソロ[9]

### 背番号
- 124（2024年[2] - 同年7月24日、2025年[6] - ）
- 78（2024年7月25日[4] - 同年終了）